# 新兵正传III：蛙人传
《新兵正传III：蛙人传》（英語：Ah Boys to Men 3: Frogmen）是2015年的一部新加坡贺岁电影，由梁智强执导及联合编剧，2015年2月19日上映。
荣获2015海口21世纪海上丝绸之路电影节最佳编剧奖。

## 剧情
第三集的时间设定是在第一集和第二集的之前，讲述Ken Chow（陈伟恩）和罗邦（王伟良）等人如果没有加入到陆地的兵营，而加入到新加坡海軍蛙人部隊的训练所发生的故事，在这集他们遇到了香港移民过来的黑社会石黑龙（黄恺杰），以及人称“天下第二”的蛙人教官。

## 演员
- 陈伟恩 Joshua 饰 曹俊傑
- 王伟良 饰 罗邦 Lobang
- 黄恺杰 Wesley 饰 黑龙
- 林俊良 Maxi 饰 曾謝郎 Aloysius / S.L. Jin
- 吴清樑 Charlie 饰 陳伟明
- 张智揚 Tosh 饰 王上士 Warrant Alex Ong
- 賈斯汀·多米尼克·米森 Justin Dominic Misson 饰 天下第二
- 刘谦益 Richard 饰 Ken之父
- 洪爱玲 Irene 饰 Ken之母
- 王雷 饰 罗邦故事裡的舊兵役時代的長官
- 陈天文 饰 Aloysius之父
- 梁祖仪 饰 罗薇
- 叶荣耀 Noah 饰 I.P. Man（客串演出）[註 1]

## 票房
这部电影短短上映四天就成为了上映首周有史以来最高票房的新加坡电影。
荣获2015海口21世纪海上丝绸之路电影节最佳编剧奖。
2015年3月27日，電影《新兵正傳3：蛙人傳》在新加坡的票房已衝破5,000萬港元。
截至2023年底，《新兵正传3：蛙人传》在新加坡的票房突破762万新元。